# Ipomoea cardenasiana
Ipomoea cardenasiana är en vindeväxtart som beskrevs av O'donell. Ipomoea cardenasiana ingår i släktet praktvindor, och familjen vindeväxter. Inga underarter finns listade i Catalogue of Life.